# Micrurus nigrocinctus
La serpiente de coral centroamericana (Micrurus nigrocinctus) es una especie de serpiente de la familia Elapidae. Su área de distribución se extiende desde el sur de México, América Central, hasta el norte de Colombia. Es crepuscular y nocturna, se alimenta principalmente de serpientes pequeñas, anfibios y peces. Es altamente venenosa, aunque no es agresiva. 
No ha sido considerada en ninguna categoría de amenaza por la UICN. Sin embargo, la destrucción de su hábitat y la cacería a que es sometida esta, haciendo que sus poblaciones declinen e algunas regiones a estados preocupantes.

## Nombres comunes
Serpiente de coral centroamericana, Serpiente-coralillo centroamericana, Coral Centroamericana, coralillo, gargantilla, salviara, limlim, babaspul, coral macho.

## Descripción
Pueden crecer hasta 115 cm, pero la mayoría están más cerca de 60-65 cm. 
Su patrón de coloración puede variar de bicolor a tricolor con bandas de color negro, amarillo y rojo. 
Su cuerpo es cilíndrico, tiene el cuello grueso, con cola corta, colmillos pequeños y fijos, sus ojos son pequeños con la pupila semielíptica o verticalmente elíptica.

## Distribución geográfica
Su rango geográfico incluye el sur de México, América Central (con excepción de Belice) hasta el noroeste de Colombia, y el oeste del Caribe.
Su hábitat es variado e incluye bosque lluvioso de tierras bajas, bosque seca de tierras bajas, bosque espinoso, bosque húmedo premontano, y bosque seco premontano, generalmente en elevaciones hasta 1.300 m s. n. m.

## Comportamiento
Es una serpiente principalmente terrestre que a menudo se encuentra en madrigueras, hojarasca o bajo troncos. Como la mayoría de las serpientes de coral, suele ser nocturna aunque también puede estar activo al anochecer y amanecer, y ocasionalmente después de la lluvia. Se alimenta de otras serpientes pequeñas, pequeños lagartos, anfibios e invertebrados. Por lo general no es agresiva, pero puede morder cuando se siente molestada o restringida.
Cuando se siente en peligro esconde la cabeza y agita vigorosamente la cola para atraer la atención hacia esta y así evitar daños en la cabeza. 

## Veneno
El veneno de la serpiente de coral centroamericana contiene varias neurotoxinas que afectan el sistema nervioso y puede ser mortal para humanos.

## Subespecies
Micrurus nigrocinctus tiene seis subespecies reconocidas:
- Micrurus nigrocinctus babaspul (Roze, 1967)
- Micrurus nigrocinctus coibensis (Schmidt, 1936)
- Micrurus nigrocinctus divaricatus (Hallowell, 1855)
- Micrurus nigrocinctus mosquitensis (Schmidt, 1933)
- Micrurus nigrocinctus nigrocinctus (Girard, 1854)
- Micrurus nigrocinctus zunilensis (Schmidt, 1932)